# 眼瞼骨
眼瞼骨（がんけんこつ）は、ワニや鳥盤類の恐竜を含む様々な脊椎動物の眼窩の領域に見られる、小型の膜性骨。英語ではpalpebral boneと呼ばれるほか、adlacrimalやsupraorbitalとしても知られるが、後者は硬骨魚類の持つsupraorbitalと混同されるべきでない。鳥盤類において眼瞼骨は眼窩の前背側の角（かど）から突出する角状の形状を形成する場合がある。眼瞼骨はヘテロドントサウルス科や、テスケロサウルスやドリオサウルスといった基盤的鳥脚類、アーケオケラトプスといった基盤的角竜類において大型であり、こうした動物において角状構造は長く伸び、骨質の眉のように目の上に突き出していたと推測されている。長く伸びて張り出した眼瞼骨は目に当たる光を遮る機能を果たした可能性がある。